# Raision Loimu 2016-2017
Questa voce raccoglie le informazioni riguardanti il Raision Loimu nelle competizioni ufficiali della stagione 2016-2017.

## Organigramma societario
Area direttiva
- Presidente: Jukka Rajakangas

Area tecnica
- Allenatore: Daniele Capriotti, Dragan Mihailović
- Allenatore in seconda: Sami Laiho

## Rosa
| N° | Nome                 | Ruolo | Data di nascita  | Nazionalità sportiva |
| -- | -------------------- | ----- | ---------------- | -------------------- |
| 1  | Eric Mochalski       | S/O   | 31 luglio 1992   | Stati Uniti          |
| 2  | Michael Chemos       | S/O   | 12 novembre 1990 | Kenya                |
| 3  | Michael Marshman     | C     | 27 luglio 1994   | Stati Uniti          |
| 4  | Ville Sihvonen       | L     | 6 settembre 1998 | Finlandia            |
| 5  | Janne Marttila       | S     | 17 aprile 1997   | Finlandia            |
| 6  | Aapeli Kouki         | S/O   | 8 dicembre 1997  | Finlandia            |
| 7  | Taylor Gregory       | C     | 2 giugno 1993    | Stati Uniti          |
| 8  | Tomi Saarinen        | P     | 5 luglio 1999    | Finlandia            |
| 9  | Kirill Borichev      | S     | 8 ottobre 1989   | Finlandia            |
| 10 | Karri Sihvonen       | C     | 17 febbraio 1994 | Finlandia            |
| 11 | Ville Juntura        | P     | 26 marzo 1988    | Finlandia            |
| 12 | Verneri Vetriö       | S     | 7 ottobre 1992   | Finlandia            |
| 13 | Eetu Rantanen        | L     | 29 marzo 1994    | Finlandia            |
| 14 | Kimmo Kutinlahti     | C     | 9 marzo 1986     | Finlandia            |
| 17 | Valtteri Kaartosalmi | -     | 2 gennaio 2000   | Finlandia            |
| 18 | Niklas Kaartosalmi   | -     | 26 agosto 1992   | Finlandia            |
| 19 | Valtteri Aaltonen    | C     | 22 giugno 1992   | Finlandia            |